# Parafia św. Barbary w Wapnie
Parafia Świętej Barbary w Wapnie jest jedną z 9 parafii leżącą w granicach dekanatu damasławskiego. Erygowana w 1967 roku.

## Dokumenty
Księgi metrykalne: 
- ochrzczonych od 1967 roku
- małżeństw od 1967 roku
- zmarłych od 1967 roku